# История на музиката
Историята на музиката е познание за възникването, развитието и съществуването на музиката от нейното зараждане до наши дни. Музиката е позната на всяка човешка култура, както в миналото, така и в настоящето, във всички епохи и места. Учените смятат, че съвременният човек се е появил преди около 160 000 г. в Африка, а преди 50 000 г. хората започнали да се разселват по всички континенти. Тъй като всички човешки групи, дори и най-изолираните племена, имат музика, то следва тя да е била налична още преди разселването на хората по света. Следователно музиката е на възраст от най-малко 50 000 г. и е измислена в Африка, след което еволюира, за да стане важна част от човешкия живот.
Културата на музиката е повлияна от всички други аспекти на човешката култура, включително социалната и икономическа структура на обществото, климата и географските особености, идеи и религии. Музиката по форма и вид варира изключително много в зависимост от мястото и епохата на създаване. „Музикалната история“ е дял от историята на музиката, наричан още „историческа музикология“, занимаващ се с изучаването на музиката, композирането, изпълнението, възприемането, критиката през различни нейни епохи. Музикалната история най-вече се занимава с последните почти около 1000 г. на западноевропейската музика, от появата на нотописа през Средновековието до нашето съвремие.

## Предисторическа музика
Предисторическата музика или както често е наричана примитивната музика е име дадено на цялата музика правена в дообразованите култури – предистория като дял от историята. Музиката на индиански и аборигенски общества в този смисъл е предиосторическа като характеристики, но тук се използва антропологичния термин традиционно общество и следователно става дума за традиционна индианска и традиционна австралийска музика, докато предисторическа е тази от Европа преди писмеността, така че музиката от не-европейските континенти от този тип предписмени общества се нарича фолклорна, традиционна и в някои случаи отразявайки остарели антропологични езикови употреби и като туземна.
|  | Тази страница частично или изцяло представлява превод на страницата History of music в Уикипедия на английски. Оригиналният текст, както и този превод, са защитени от Лиценза „Криейтив Комънс – Признание – Споделяне на споделеното“, а за съдържание, създадено преди юни 2009 година – от Лиценза за свободна документация на ГНУ. Прегледайте историята на редакциите на оригиналната страница, както и на преводната страница, за да видите списъка на съавторите. ВАЖНО: Този шаблон се отнася единствено до авторските права върху съдържанието на статията. Добавянето му не отменя изискването да се посочват конкретни източници на твърденията, които да бъдат благонадеждни. |